# Karate-Europameisterschaften 2013
Die EKF European Karate Championships 2013 waren die 48. Karate-Europameisterschaften der EKF. Sie wurden vom 9. bis 12. Mai 2013 in Budapest in Ungarn ausgetragen. Insgesamt nahmen 497 Karatekas aus 45 Ländern teil.

## Teilnehmerstaaten
| Liste der teilnehmenden Staaten (Anzahl Athleten) | Liste der teilnehmenden Staaten (Anzahl Athleten) | Liste der teilnehmenden Staaten (Anzahl Athleten) | Liste der teilnehmenden Staaten (Anzahl Athleten) |
| --- | --- | --- | ------------------------------------------------- |
| 1. Albanien (4) 2. Andorra (1) 3. Armenien (2) 4. Österreich (13) 5. Aserbaidschan (13) 6. Belarus (6) 7. Belgien (13) 8. Bosnien und Herzegowina (11) 9. Bulgarien (1) 10. Kroatien (25) 11. Zypern (4) 12. Tschechien (6) 13. Dänemark (5) 14. England (19) 15. Finnland (7) 16. Frankreich (20) | 1. Georgien (4) 2. Deutschland (20) 3. Griechenland (12) 4. Ungarn (22) 5. Island (3) 6. Irland (7) 7. Israel (8) 8. Italien (15) 9. Lettland (7) 10. Luxemburg (5) 11. Nordmazedonien (17) 12. Moldau (1) 13. Montenegro (18) 14. Niederlande (9) 15. Norwegen (5) 16. Polen (11) | 1. Portugal (19) 2. Rumänien (15) 3. Russland (19) 4. Schottland (3) 5. Serbien (21) 6. Slowakei (13) 7. Slowenien (14) 8. Spanien (20) 9. Schweden (5) 10. Schweiz (3) 11. Türkei (25) 12. Ukraine (13) 13. Wales (3) |                                                   |

## Medaillen

### Herren Einzelwertungen
| Event         | Gold            | Silber                  | Bronze                            |
| ------------- | --------------- | ----------------------- | --------------------------------- |
| Kata          | Damián Quintero | Vu Duc Minh Dack        | Luca Valdesi Mehmet Yakan         |
| Kumite -60 kg | Aykut Kaya      | Alexander Heimann       | Georgios Kostouros Kalvis Kalnins |
| Kumite -67 kg | William Rolle   | Ömer Kemaloğlu          | Adam Kovacs Kujtim Bajrami        |
| Kumite -75 kg | Rəfael Ağayev   | René Smaal              | Luigi Busa Serkan Yağcı           |
| Kumite -84 kg | Kenji Grillon   | Michael Georgios Tzanos | Berat Jakupi Gogito Arkania       |
| Kumite +84 kg | Enes Erkan      | Stefano Maniscalco      | Jonathan Horne Nuno Manuel Dias   |

### Herren Team
| Event  | Gold       | Silber                  | Bronze                |
| ------ | ---------- | ----------------------- | --------------------- |
| Kata   | Spanien    | Deutschland             | Russland Türkei       |
| Kumite | Frankreich | Bosnien und Herzegowina | Deutschland Slowenien |

### Damen Einzelwertungen
| Event         | Gold                | Silber          | Bronze                            |
| ------------- | ------------------- | --------------- | --------------------------------- |
| Kata          | Yaiza Martín Abello | Viviana Bottaro | Sandy Scordo Marija Madžarević    |
| Kumite -50 kg | Alexandra Recchia   | Serap Özçelik   | Evdoxia Kosmidou Selene Guglielmi |
| Kumite -55 kg | Tuba Yenen          | Sara Cardin     | Beatrix Toth Jana Vojtikevicova   |
| Kumite -61 kg | Anita Serjohina     | Sanja Cvrkota   | Natalie Williams Bahar Erşeker    |
| Kumite -68 kg | Hafsa Şeyda Burucu  | Alisa Buchinger | Sandra Metzger Montenegro         |
| Kumite +68 kg | Jessica Cargill     | Greta Vitelli   | Laura Pradelli Nikola Bartha      |

### Damen Team
| Event  | Gold     | Silber      | Bronze          |
| ------ | -------- | ----------- | --------------- |
| Kata   | Italien  | Deutschland | Serbien Spanien |
| Kumite | Kroatien | Frankreich  | Ungarn Schweiz  |

## Medaillenspiegel
| Platz | Land                    | Gold | Silber | Bronze | Gesamt |
| ----- | ----------------------- | ---- | ------ | ------ | ------ |
| 1     | Türkei                  | 4    | 2      | 3      | 9      |
| 2     | Frankreich              | 4    | 2      | 1      | 7      |
| 3     | Spanien                 | 3    | 0      | 1      | 4      |
| 4     | Italien                 | 1    | 4      | 3      | 8      |
| 5     | Schweiz                 | 1    | 0      | 3      | 4      |
| 6     | Aserbaidschan           | 1    | 0      | 0      | 1      |
|       | Kroatien                | 1    | 0      | 0      | 1      |
|       | Ukraine                 | 1    | 0      | 0      | 1      |
| 9     | Deutschland             | 0    | 3      | 2      | 5      |
| 10    | Griechenland            | 0    | 1      | 2      | 3      |
|       | Serbien                 | 0    | 1      | 2      | 3      |
| 12    | Österreich              | 0    | 1      | 0      | 1      |
|       | Bosnien und Herzegowina | 0    | 1      | 0      | 1      |
|       | Niederlande             | 0    | 1      | 0      | 1      |
| 15    | Ungarn                  | 0    | 0      | 5      | 5      |
| 16    | Belgien                 | 0    | 0      | 1      | 1      |
|       | England                 | 0    | 0      | 1      | 1      |
|       | Georgien                | 0    | 0      | 1      | 1      |
|       | Lettland                | 0    | 0      | 1      | 1      |
|       | Nordmazedonien          | 0    | 0      | 1      | 1      |
|       | Montenegro              | 0    | 0      | 1      | 1      |
|       | Portugal                | 0    | 0      | 1      | 1      |
|       | Russland                | 0    | 0      | 1      | 1      |
|       | Slowakei                | 0    | 0      | 1      | 1      |
|       | Slowenien               | 0    | 0      | 1      | 1      |
| Total | Total                   | 16   | 16     | 32     | 64     |